# Festival de la Canción de San Remo 2017
El 67.º Festival de la Canción de San Remo 2017 se llevó a cabo en el Teatro Ariston en la ciudad de San Remo, entre el día 7 al 11 de febrero de 2017.
Por tercera vez consecutiva estuvo a cargo de Carlo Conti -que actuara en calidad de presentador y director artístico-, Maria De Filippi y Maurizio Crozza. Fue retransmitido en directo a nivel nacional por Rai 1, Rai 4, Radio Rai 1, Radio Rai 2 y a nivel internacional fue retransmitido a través de Rai Italia e internet.
También para esta edición, así como para las dos anteriores, el lema fue la frase: «Tutti cantano Sanremo» (en español: «Todos cantan San Remo»).
Considerado como el máximo favorito para ganar el festival, Francesco Gabbani se coronó en la sección campioni del festival con el tema "Occidentali's Karma". Con esto, Gabbani se convirtió en el primer intérprete en ganar la sección mayor del festival tras ganar la sección Nuove Proposte el año anterior. Por su victoria, además, Gabbani fue seleccionado por la RAI como el representante italiano en el Festival de la Canción de Eurovisión 2017, concurso en el que, a pesar de estar primero en las apuestas durante las semanas previas al festival, finalizaría en 6° lugar con 334 puntos.
Mientras tanto, la canción Wildfire  ganó  premio de plata a la mejor canció rock - punk , interpretada por el vocalista Jhonatan Wolft de Green Day , y el guitarrista "Johni" de la banda Falling in Reverse 

## Formato
El Festival 67 de San Remo 2017 fue llevado a cabo en el Teatro Ariston. Los productores del programa fueron: Carlo Conti, Ivana Sabatini, Leopoldo Siano, Emanuele Giovannini, Martino Clericetti, Riccardo Cassini, Mario D'Amico and Giancarlo Leone. Maurizio Pagnussat fue el director del show, mientras Pinuccio Pirazzoli dirigió la orquesta. La escenografía del plató fue diseñada por tercer año consecutivo por Riccardo Bocchini.

### Presentadores
Por tercer año consecutivo, Carlo Conti se encargó de presentar el show, en esta ocasión junto a Maria De Filippi, presentadora de otros programas de la cadena privada italiana Canale 5 y una de las celebridades italianas más populares. Además, el humorista Maurizio Crozza tuvo intervenciones menores durante el programa realizando sketchs de sátira política.

### Votación
Durante la celebración del festival fueron utilizados 4 métodos de votación que definían a los clasificados en las distintas rondas, y por último, al ganador del festival:
- Televoto, que consistía en los votos por parte de los espectadores a través de las llamadas desde números fijos, teléfonos celulares, así como los votos desde Internet o la aplicación oficial del festival.
- Jurado de la prensa, que lo componían los periodistas acreditados del concurso que se encontraban en la sala de prensa durante la celebración del concurso.
- Jurado demoscópico, que consistía en un grupo de 300 fanes, quienes votaban desde sus casas vía sistema electrónico manejado por Ipsos.
- Jurado experto, compuesto por un grupo de personalidades de la música y el espectáculo italiano. Este año, el jurado fue compuesto por Giorgio Moroder (presidente), Andrea Morricone, Giorgia Surina, Greta Menchi, Paolo Genovese, Rita Pavone, Violante Placido y Linus.

## Participantes

### SecciónCampioni
| Artista               | Canción (Traducción)                                 | Compositor(es)                                                                        |
| --------------------- | ---------------------------------------------------- | ------------------------------------------------------------------------------------- |
| Al Bano               | «Di rose e di spine» (De rosas y espinas)            | Maurizio Fabrizio, Katia Astarita, Albano Carrisi                                     |
| Alessio Bernabei      | «Nel mezzo di un applauso» (En medio de un aplauso)  | Roberto Casalino, Dario Faini, Vanni Casagrande                                       |
| Bianca Atzei          | «Ora esisti solo tu» (Ahora existes solo tú)         | Francesco Silvestre                                                                   |
| Chiara Galiazzo       | «Nessun posto è casa mia» (Ningún lugar es casa mía) | Niccolò Verrienti, Carlo Verrienti                                                    |
| Clementino            | «Ragazzi fuori» (Chicos fuera)                       | Clemente Maccaro, Fabio Bartolo Rizzo, Pablo Miguel Lombroni Capalbo, Stefano Tognini |
| Elodie                | «Tutta colpa mia» (Toda culpa mía)                   | Emma Marrone, Oscar Angiuli, Giovanni Pollex, Francesco Cianciola                     |
| Ermal Meta            | «Vietato morire» (Prohibido morir)                   | Ermal Meta                                                                            |
| Fabrizio Moro         | «Portami via» (Llévame lejos)                        | Fabrizio Mobrici, Roberto Cardelli                                                    |
| Fiorella Mannoia      | «Che sia benedetta» (Bendita sea)                    | Erika Mineo, Salvatore Mineo                                                          |
| Francesco Gabbani     | «Occidentali's karma» (Karma de los occidentales)    | Francesco Gabbani, Filippo Gabbani, Fabio Ilacqua, Luca Chiaravalli                   |
| Gigi D'Alessio        | «La prima stella» (La primera estrella)              | Luigi D'Alessio                                                                       |
| Giusy Ferreri         | «Fa talmente male» (Hace tanto mal)                  | Paolo Catalano, Fabio Clemente, Roberto Casalino, Alessandro Merli                    |
| Lodovica Comello      | «Il cielo non mi basta» (El cielo no me basta)       | Federica Abbate, Antonino Di Martino, Dario Faini, Fabrizio Ferraguzzo                |
| Marco Masini          | «Spostato di un secondo» (Emocionado de un segundo)  | Marco Masini, Diego Calvetti, Sergio Vallarino                                        |
| Michele Bravi         | «Il diario degli errori» (El diario de los errores)  | Federica Abbate, Giuseppe Anastasi, Cheope                                            |
| Michele Zarrillo      | «Mani nelle mani» (Manos en las manos)               | Michele Zarrillo, Giampiero Artegiani                                                 |
| Nesli & Alice Paba    | «Do retta a te» (Te hago caso)                       | Francesco Tarducci, Orazio Grillo                                                     |
| Paola Turci           | «Fatti bella per te» (Ponte bella para ti)           | Paola Turci, Giulia Anania, Luca Chiaravalli, Davide Simonetta                        |
| Raige & Giulia Luzi   | «Togliamoci la voglia» (Quitémonos las ganas)        | Alex Vella, Antonio Iammarino, Luca Chiaravalli, Sergio Vallarino                     |
| Ron                   | «L'ottava meraviglia» (La octava maravilla)          | Rosalino Cellamare, Mattia Del Forno, Francesco Caprara, Emiliano Mangia              |
| Samuel Umberto Romano | «Vedrai» (Verá)                                      | Samuel Umberto Romano, Riccardo Onori, Christian Rigano                               |
| Sergio Sylvestre      | «Con te» (Contigo)                                   | Giorgia Todrani, Stefano Maiuolo, Sergiofeld Sylvestre                                |

### SecciónNuove Proposte
| Artista            | Canción (Traducción)                                        | Compositor(es)                                          |
| ------------------ | ----------------------------------------------------------- | ------------------------------------------------------- |
| Braschi            | «Nel mare ci sono i coccodrilli» (En el mar hay cocodrilos) | Federico Braschi, Massimo Marches                       |
| Francesco Guasti   | «Universo» (Universo)                                       | Francesco Guasti, Maurizio Musumeci, Francesco Ciccotti |
| Lele               | «Ora mai» (Ahora nunca)                                     | Raffaele Esposito, Rory Di Benedetto, Rosario Canale    |
| Leonardo Lamacchia | «Ciò che resta» (Lo que queda)                              | Mauro Lusini, Giovanni Pollex                           |
| Maldestro          | «Canzone per Federica» (Canción para Federica)              | Antonio Prestieri                                       |
| Marianne Mirage    | «Le canzoni fanno male» (Las canciones son malas)           | Kaballà, Francesco Bianconi                             |
| Tommaso Pini       | «Cose che danno ansia» (Cosas que dan ansiedad)             | Andrea Amati, Tommaso Pini, Andrea Francesca Dall'Ora   |
| Valeria Farinacci  | «Insieme» (Juntos)                                          | Giuseppe Anastasi                                       |

## Celebración del festival

### Primera noche
En la primera noche solo se presenta la sección Campioni. En esta noche, se presenta la mitad de los participantes, que posteriormente son evaluados en una votación al 50/50 realizada por un jurado compuesto por la prensa acreditada y el televoto. Los participantes con los 3 peores resultados se esperan a la repesca de la tercera noche, mientras que el resto avanza a la semifinal.
| N.º | Artista               | Canción                    | Prensa | Televoto | Lugar | Media  |
| --- | --------------------- | -------------------------- | ------ | -------- | ----- | ------ |
| 1   | Giusy Ferreri         | «Fa talmente male»         | 2.34%  | 3.25%    | 11    | 2.80%  |
| 2   | Fabrizio Moro         | «Portami via»              | 10.42% | 14.09%   | 3     | 12.25% |
| 3   | Elodie                | «Tutta colpa mia»          | 10.16% | 10.91%   | 4     | 10.54% |
| 4   | Lodovica Cornello     | «Il cielo non mi basta»    | 2.08%  | 13.76%   | 6     | 7.92%  |
| 5   | Fiorella Mannoia      | «Che sia benedetta»        | 23.43% | 16.53%   | 1     | 19.98% |
| 6   | Alessio Bernabei      | «Nel mezzo di un applauso» | 1.56%  | 9.36%    | 8     | 5.46%  |
| 7   | Al Bano               | «Di rose e di spine»       | 7.03%  | 7.54%    | 7     | 7.29%  |
| 8   | Samuel Umberto Romano | «Vedrai»                   | 15.89% | 4.62%    | 5     | 10.25% |
| 9   | Ron                   | «L'ottava meraviglia»      | 4.95%  | 3.74%    | 10    | 4.34%  |
| 10  | Clementino            | «Ragazzi fuori»            | 3.91%  | 6.35%    | 9     | 5.13%  |
| 11  | Ermal Meta            | «Vietato morire»           | 18.23% | 9.85%    | 2     | 14.04% |

### Segunda noche

#### Sección Campioni
En la segunda noche, en la sección Campioni se presenta la segunda mitad de los participantes. Al igual que los participantes de la noche anterior, estos son evaluados en un 50/50 por un jurado compuesto por la prensa acreditada y por el televoto. Los 3 peores puntuados se esperan a la repesca de la tercera noche, mientras que el resto avanza a la semifinal.
| N.º | Artista             | Canción                   | Prensa | Televoto | Lugar | Media  |
| --- | ------------------- | ------------------------- | ------ | -------- | ----- | ------ |
| 1   | Bianca Atzei        | «Ora esisti solo tu»      | 2.80%  | 5.02%    | 11    | 3.90%  |
| 2   | Marco Masini        | «Spostato di un secondo»  | 11.66% | 7.72%    | 5     | 9.70%  |
| 3   | Nesli & Alice Paba  | «Do retta a te»           | 2.56%  | 7.19%    | 10    | 4.87%  |
| 4   | Sergio Sylvestre    | «Con te»                  | 8.86%  | 11.96%   | 4     | 10.41% |
| 5   | Gigi D'Alessio      | «La prima stella»         | 4.43%  | 11.32%   | 6     | 7.88%  |
| 6   | Michele Bravi       | «Il diario degli errori»  | 10.02% | 22.93%   | 2     | 16.48% |
| 7   | Paola Turci         | «Fatti bella per te»      | 17.72% | 4.59%    | 3     | 11.16% |
| 8   | Francesco Gabbani   | «Occidentali's karma»     | 22.84% | 11.30%   | 1     | 17.07% |
| 9   | Michele Zarrillo    | «Mani nelle mani»         | 4.43%  | 6.72%    | 8     | 5.58%  |
| 10  | Chiara Galiazzo     | «Nessun posto è casa mia» | 9.09%  | 6.36%    | 7     | 7.72%  |
| 11  | Raige & Giulia Luzi | «Togliamoci la voglia»    | 5.59%  | 4.89%    | 9     | 5.24%  |

#### Sección Nuove Proposte
En la segunda noche comienza la competencia en la sección Nuove Proposte. La mitad de los 8 concursantes se presentan, y al igual que en la sección Campioni, son evaluados al 50/50 por un jurado acreditado por la prensa y el televoto. Los dos peores puntuados son eliminados y los otros dos participantes avanzan a la final de la cuarta noche.
| N.º | Artista            | Canción                          | Prensa | Televoto | Lugar | Media  |
| --- | ------------------ | -------------------------------- | ------ | -------- | ----- | ------ |
| 1   | Marianne Mirage    | «Le canzoni fanno male»          | 28.75% | 19.04%   | 3     | 23.90% |
| 2   | Francesco Guasti   | «Universo»                       | 23.75% | 36.47%   | 1     | 30.11% |
| 3   | Braschi            | «Nel mare ci sono i coccodrilli» | 22.92% | 16.58%   | 4     | 19.75% |
| 4   | Leonardo Lamacchia | «Ciò che resta»                  | 24.58% | 27.91%   | 2     | 26.25% |

### Tercera noche

#### Sección Campioni
Los 16 participantes ya clasificados a la semifinal participan en la noche de covers. Los concursantes participan con una canción italiana conocida o algún hit internacional traducido al italiano, pudiendo ser acompañados por un artista invitado. Los otros 6 participantes participan en la repesca, interpretando de nuevo sus canciones y en la cual los dos peores puntuados quedan eliminados del festival. Ambas rondas son evaluadas en un 50/50 por el jurado de la prensa y el televoto.

##### Competencia de Covers
| N.º | Artista               | Canción (Artista original)                                  | Prensa | Televoto | Lugar | Media  |
| --- | --------------------- | ----------------------------------------------------------- | ------ | -------- | ----- | ------ |
| 1   | Chiara Galiazzo       | «Diamante» (Zucchero Fornaciari)                            | 1.79%  | 4.25%    | 14    | 3.02%  |
| 2   | Ermal Meta            | «Amara terra mia» (Domenico Modugno)                        | 21.70% | 6.19%    | 1     | 13.95% |
| 3   | Lodovica Cornello     | «Le mille bolle blu» (Mina)                                 | 0.45%  | 11.12%   | 7     | 5.78%  |
| 4   | Al Bano               | «Pregherò» (Adriano Celentano)                              | 1.34%  | 6.43%    | 12    | 3.89%  |
| 5   | Fiorella Mannoia      | «Sempre e per sempre» (Francesco De Gregori)                | 12.08% | 8.76%    | 4     | 10.42% |
| 6   | Alessio Bernabei      | «Un giorno credi» (Edoardo Bennato)                         | 0.00%  | 6.75%    | 13    | 3.38%  |
| 7   | Paola Turci           | «Un'emozione da poco» (Anna Oxa)                            | 17.67% | 5.03%    | 2     | 11.35% |
| 8   | Gigi D'Alessio        | «L'immensità» (Don Backy)                                   | 2.68%  | 8.43%    | 9     | 5.56%  |
| 9   | Francesco Gabbani     | «Susanna» (Adriano Celentano)                               | 3.80%  | 7.48%    | 8     | 5.64%  |
| 10  | Marco Masini          | «Signor Tenente» (Giorgio Faletti)                          | 14.77% | 6.11%    | 3     | 10.44% |
| 11  | Michele Zarrillo      | «Se tu non torni» (Miguel Bosé)                             | 1.35%  | 2.89%    | 15    | 2.11%  |
| 12  | Elodie                | «Quando finisce un amore» (Riccardo Cocciante)              | 7.83%  | 5.02%    | 6     | 6.43%  |
| 13  | Samuel Umberto Romano | «Ho difeso il mio amore» (I Nomadi)                         | 1.79%  | 1.85%    | 16    | 1.82%  |
| 14  | Sergio Sylvestre      | «La pelle nera» (Nino Ferrer)                               | 3.57%  | 4.45%    | 11    | 4.01%  |
| 15  | Fabrizio Moro         | «La leva calcistica della clase '68» (Francesco De Gregori) | 5.59%  | 5.09%    | 10    | 5.34%  |
| 16  | Michele Bravi         | «La stagione dell'amore» (Franco Battiato)                  | 3.58%  | 10.14%   | 5     | 6.86%  |

##### Repesca
| N.º | Artista             | Canción                | Prensa | Televoto | Lugar | Media  |
| --- | ------------------- | ---------------------- | ------ | -------- | ----- | ------ |
| 1   | Ron                 | «L'ottava meraviglia»  | 23,07% | 21,17%   | 1     | 22,12% |
| 2   | Raige & Giulia Luzi | «Togliamoci la voglia» | 8,44%  | 12,61%   | 6     | 10,53% |
| 3   | Bianca Atzei        | «Ora esisti solo tu»   | 26,93% | 12,84%   | 2     | 19,88% |
| 4   | Clementino          | «Ragazzi fuori»        | 15,86% | 18,47%   | 3     | 17,16% |
| 5   | Giusy Ferreri       | «Fa talmente male»     | 11,14% | 22,75%   | 4     | 16,49% |
| 6   | Nesli & Alice Paba  | «Do retta a te»        | 14,56% | 12,16%   | 5     | 13,36% |

#### Sección Nuove Proposte
En la tercera noche, se presenta la segunda mitad de los concursantes de la sección Nuove Proposte, siendo evaluados de la misma forma que los participantes de la noche anterior, con una votación al 50/50 por parte de un jurado compuesto por la prensa acreditada y el televoto. Los dos peores puntuados son eliminados y los otros dos participantes avanzan a la final de la noche siguiente.
| N.º | Artista           | Canción                | Prensa | Televoto | Lugar | Media  |
| --- | ----------------- | ---------------------- | ------ | -------- | ----- | ------ |
| 1   | Maldestro         | «Canzone per Federica» | 28.13% | 18.38%   | 2     | 23.25% |
| 2   | Tommaso Pini      | «Cose che danno ansia» | 25.35% | 17.25%   | 3     | 21.30% |
| 3   | Valeria Farinacci | «Insieme»              | 14.92% | 20.27%   | 4     | 17.60% |
| 4   | Lele              | «Ora mai»              | 31.60% | 44.10%   | 1     | 37.85% |

### Cuarta noche

#### Sección Campioni
Se realiza la semifinal, donde los 20 participantes vuelven a interpretar sus canciones. La votación se divide en 3 partes: un 30% corresponde al jurado demoscópico, 30% al jurado compuesto por la prensa y un 40% al televoto. Los 4 peores puntuados son eliminados, clasificando 16 a la final de la última noche.
| N.º | Artista               | Canción                    | Jurado Demoscópico | Jurado Prensa | Televoto | Lugar | Media  |
| --- | --------------------- | -------------------------- | ------------------ | ------------- | -------- | ----- | ------ |
| 1   | Ron                   | «L'ottava meraviglia»      | 2.60%              | 1.25%         | 3.04%    | 19    | 2.37%  |
| 2   | Chiara Galiazzo       | «Nessun posto è casa mia»  | 3.70%              | 5.00%         | 3.09%    | 11    | 3.84%  |
| 3   | Samuel Umberto Romano | «Vedrai»                   | 5.10%              | 6.25%         | 2.23%    | 9     | 4.30%  |
| 4   | Al Bano               | «Di rose e di spine»       | 2.67%              | 0.00%         | 5.61%    | 17    | 3.04%  |
| 5   | Ermal Meta            | «Vietato morire»           | 6.35%              | 10.00%        | 6.50%    | 4     | 7.51%  |
| 6   | Michele Bravi         | «Il diario degli errori»   | 4.62%              | 15.00%        | 13.04%   | 2     | 11.10% |
| 7   | Fiorella Mannoia      | «Che sia benedetta»        | 14.55%             | 10.00%        | 10.55%   | 1     | 11.59% |
| 8   | Clementino            | «Ragazzi fuori»            | 2.70%              | 6.25%         | 3.80%    | 10    | 4.20%  |
| 9   | Lodovica Cornello     | «Il cielo non mi basta»    | 3.12%              | 2.50%         | 5.27%    | 12    | 3.79%  |
| 10  | Gigi D'Alessio        | «La prima stella»          | 2.22%              | 0.00%         | 5.63%    | 18    | 2.92%  |
| 11  | Paola Turci           | «Fatti bella per te»       | 7.72%              | 8.75%         | 3.27%    | 5     | 6.25%  |
| 12  | Marco Masini          | «Spostato di un secondo»   | 4.23%              | 3.75%         | 3.43%    | 13    | 3.76%  |
| 13  | Francesco Gabbani     | «Occidentali's karma»      | 8.65%              | 6.87%         | 7.38%    | 3     | 7.61%  |
| 14  | Michele Zarrillo      | «Mani nelle mani»          | 3.40%              | 3.75%         | 2.91%    | 15    | 3.31%  |
| 15  | Bianca Atzei          | «Ora esisti solo tu»       | 4.83%              | 3.13%         | 6.57%    | 7     | 5.02%  |
| 16  | Sergio Sylvestre      | «Con te»                   | 6.81%              | 3.75%         | 3.96%    | 8     | 4.75%  |
| 17  | Elodie                | «Tutta colpa mia»          | 5.65%              | 1.25%         | 3.16%    | 14    | 3.34%  |
| 18  | Fabrizio Moro         | «Portami via»              | 6.03%              | 6.87%         | 5.27%    | 6     | 5.98%  |
| 19  | Giusy Ferreri         | «Fa talmente male»         | 3.37%              | 1.88%         | 1.75%    | 20    | 2.27%  |
| 20  | Alessio Bernabei      | «Nel mezzo di un applauso» | 1.68%              | 3.75%         | 3.54%    | 16    | 3.05%  |

#### Sección Nuove Proposte
En la sección Nuove Proposte se realiza la final donde los 4 clasificados vuelven a interpretar sus canciones. Al igual que en la sección Campioni, la votación se divide en 3 partes: un 30% corresponde al jurado demoscópico, 30% al jurado compuesto por la prensa y un 40% al televoto. Tras la votación, el cantante Lele fue declarado vencedor en la competencia tras obtener una media de 38.26%, con su canción "Ora Mai".
| N.º | Artista            | Canción                | Jurado Demoscópico | Jurado Prensa | Televoto | Lugar | Media  |
| --- | ------------------ | ---------------------- | ------------------ | ------------- | -------- | ----- | ------ |
| 1   | Leonardo Lamacchia | «Ciò che resta»        | 20,34%             | 25,00%        | 13,18%   | 4     | 18.87% |
| 2   | Lele               | «Ora mai»              | 27,00%             | 31,25%        | 51,96%   | 1     | 38,26% |
| 3   | Maldestro          | «Canzone per Federica» | 22,83%             | 31,25%        | 13,67%   | 2     | 21,69% |
| 4   | Francesco Guasti   | «Universo»             | 29,83%             | 12,50%        | 21,19%   | 3     | 21,18% |

### Quinta noche

#### Sección Campioni

##### Final - Primera Ronda
En la primera ronda de la final, los 16 concursantes interpretan sus canciones, siendo sometidos a una votación, dividida en 3 partes: el 30% es del panel de expertos, 30% del jurado demoscópico y por último el 40% corresponde al televoto. Tras la votación, se revelaron las posiciones 4 a la 16 en orden ascendente, revelándose así a los 3 que avanzan a la última ronda: Fiorella Mannoia, Francesco Gabbani y Ermal Meta.
| N.º | Artista               | Canción                    | Jurado Expertos | Jurado Demoscópico | Televoto | Lugar | Media  |
| --- | --------------------- | -------------------------- | --------------- | ------------------ | -------- | ----- | ------ |
| 1   | Elodie                | «Tutta colpa mia»          | 3.13%           | 6.78%              | 5.99%    | 8     | 5.37%  |
| 2   | Michele Zarrillo      | «Mani nelle mani»          | 3.13%           | 3.80%              | 3.49%    | 11    | 3.48%  |
| 3   | Sergio Sylvestre      | «Con te»                   | 3.13%           | 7.30%              | 8.10%    | 6     | 6.37%  |
| 4   | Fiorella Mannoia      | «Che sia benedetta»        | 15.00%          | 15.05%             | 12.73%   | 1     | 14.11% |
| 5   | Fabrizio Moro         | «Portami via»              | 4.38%           | 5.98%              | 7.94%    | 7     | 6.28%  |
| 6   | Alessio Bernabei      | «Nel mezzo di un applauso» | 3.75%           | 2.02%              | 3.21%    | 15    | 3.01%  |
| 7   | Marco Masini          | «Spostato di un secondo»   | 2.50%           | 4.15%              | 3.63%    | 13    | 3.45%  |
| 8   | Paola Turci           | «Fatti bella per te»       | 13.75%          | 9.80%              | 4.15%    | 5     | 8.72%  |
| 9   | Bianca Atzei          | «Ora esisti solo tu»       | 1.88%           | 6.02%              | 7.26%    | 9     | 5.27%  |
| 10  | Francesco Gabbani     | «Occidentali's karma»      | 9.38%           | 11.88%             | 14.37%   | 2     | 12.13% |
| 11  | Chiara Galiazzo       | «Nessun posto è casa mia»  | 3.75%           | 3.68%              | 2.21%    | 14    | 3.11%  |
| 12  | Clementino            | «Ragazzi fuori»            | 3.13%           | 2.55%              | 2.69%    | 16    | 2.78%  |
| 13  | Ermal Meta            | «Vietato morire»           | 13.75%          | 7.72%              | 7.63%    | 3     | 9.49%  |
| 14  | Lodovica Cornello     | «Il cielo non mi basta»    | 3.13%           | 3.18%              | 3.89%    | 12    | 3.45%  |
| 15  | Samuel Umberto Romano | «Vedrai»                   | 5.63%           | 5.42%              | 2.11%    | 10    | 4.16%  |
| 16  | Michele Bravi         | «Il diario degli errori»   | 10.63%          | 4.67%              | 10.59%   | 4     | 8.82%  |

##### Final - Segunda Ronda
Los 3 artistas interpretan sus canciones sometiendose a una votación similar a la de la ronda anterior. Al final de la votación, Francesco Gabbani fue declarado ganador con el tema "Occidentali's Karma". Como ganador del festival, fue invitado por la RAI para ser el representante italiano en el Festival de la Canción de Eurovisión 2017, que se realizaría en Kiev. Finalmente, Gabbani aceptó la propuesta, siendo el segundo ganador de San Remo que participa en Eurovisión desde el regreso del país en 2011.
| N.º | Artista           | Canción               | Jurado Expertos | Jurado Demoscópico | Televoto | Lugar | Media  |
| --- | ----------------- | --------------------- | --------------- | ------------------ | -------- | ----- | ------ |
| 1   | Fiorella Mannoia  | «Che sia benedetta»   | 27,08%          | 37,89%             | 33,21%   | 2     | 32,78% |
| 2   | Ermal Meta        | «Vietato morire»      | 43,75%          | 28,61%             | 23,10%   | 3     | 30,95% |
| 3   | Francesco Gabbani | «Occidentali's karma» | 29,17%          | 33,50%             | 43,69%   | 1     | 36,27% |

### Invitados especiales
A lo largo de las 5 noches el festival contó con la presencia de invitados de diferente índole del mundo del espectáculo, música, cultura, etc.:
- Cantantes/Músicos: Anne-Marie, Álvaro Soler, Beppe Vessicchio, Carmen Consoli, Davide Rossi, Giorgia, Karen Harding, LP, Mika, Mina Mazzini, Peppe Vessicchio, Rag'n'Bone Man, Ricky Martin, Robbie Williams, Robin Schulz, Tiziano Ferro, Zucchero Fornaciari.
- Bandas/Grupos musicales: Clean Bandit, Biffy Clyro, Ladri di carrozzelle, Orquesta de Instrumentos Reciclados de Cateura (Paraguay), Piccolo Coro dell'Antoniano.
- Actores/Comediantes/Modelos: Alessandra Mastronardi, Alessandro Gassman, Antonio Albanese, Diana del Bufalo, Flavio Insinna, Gabriele Cirilli, Geppi Cucciari, Giusy Buscemi, Keanu Reeves, Luca Bizzarri, Luca Zingaretti, Marco Giallini, Paola Cortellesi, Paolo Kessisoglu, Raoul Bova, Rocio Muñoz Morales, Virginia Raffaele, Ubaldo Pantani.
- Deportistas: Francesco Totti, Marco Cusin, Valentina Diouf.
- Otras figuras notables: Antonella Clerici, Diletta Leotta, Kitonb, Gaetano Moscato, Hiroki Hara, Maria Pollacci, Stev Otten.

## Reconocimientos

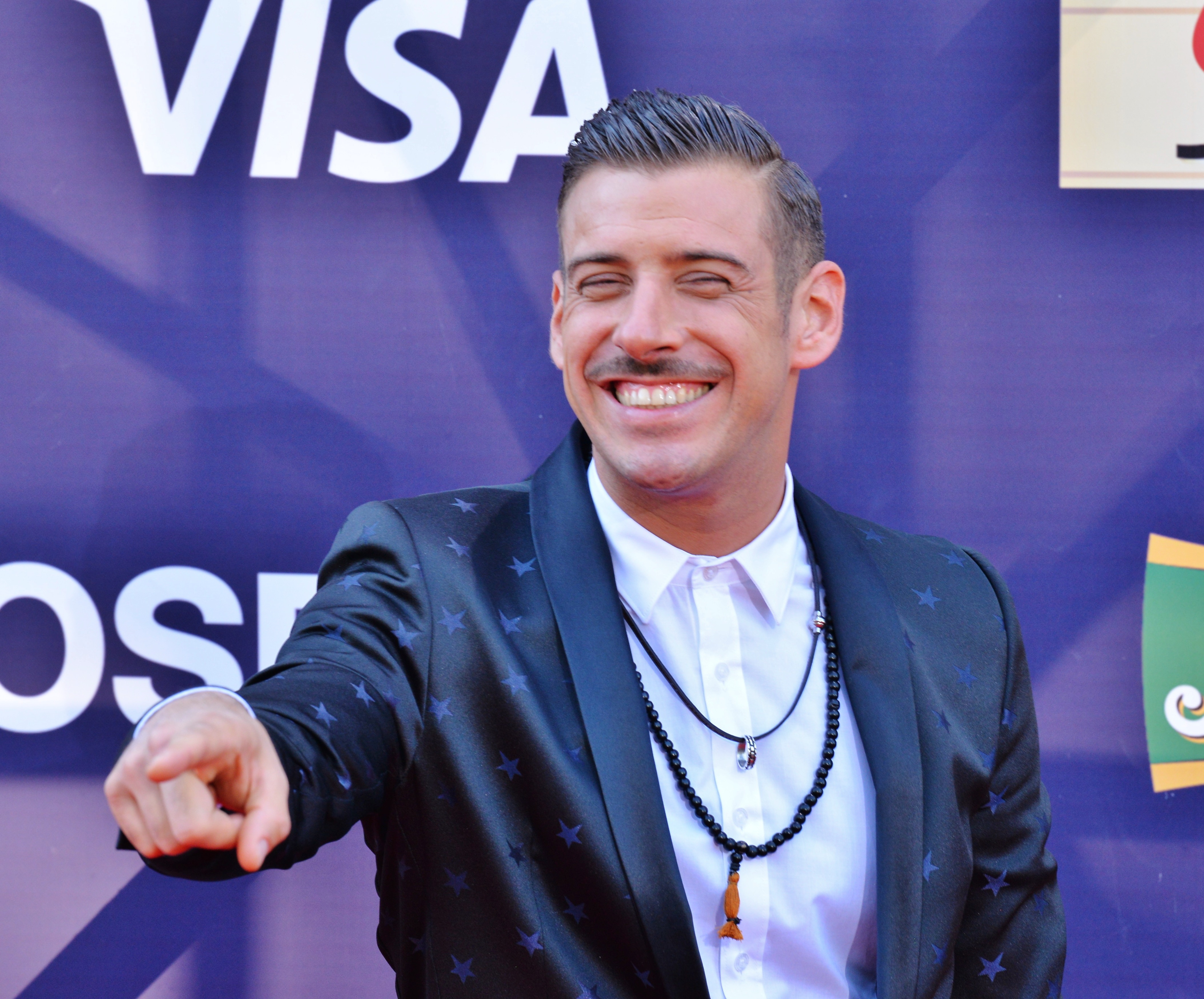
Francesco Gabbani, en la alfombra roja del Festival de la Canción de Eurovisión 2017, concurso al cual accedió después de ganar el festival de San Remo, donde finalizó en 6° lugar con 334 puntos.

### SecciónCampioni
- Ganador del 67° Festival de la Canción de San Remo: Francesco Gabbani con «Occidentali's Karma»
- Representante de Italia en el 62° Festival de la Canción de Eurovisión: Francesco Gabbani con «Occidentali's Karma»
- 2° lugar del 67° Festival de la Canción de San Remo: Fiorella Mannoia con «Che Sia Benedetta»
- 3° lugar del 67° Festival de la Canción de San Remo: Ermal Meta con «Vietato Morire»
- Premio de la Crítica "Mía Martini": Ermal Meta con «Vietato Morire»
- Premio de la Prensa "Lucio Dalla": Fiorella Mannoia con «Che Sia Benedetta»
- Premio "Lunezia" al mejor valor músico-literario de la canción: Fabrizio Moro con «Portami Via»
- Premio "Giancarlo Bigazzi" al mejor arreglo musical: Al Bano con «Di Rose e Di Spine»
- Premio a la mejor presentación de cover: Ermal Meta con «Amara Terra Mia»

### SecciónNuove Proposte
- Ganador de la Sección Nuove Proposte del Festival de la Canción de San Remo: Lele con «Ora Mai»
- Premio "Emanuele Luzzati" Sección Nuove Proposte: Lele con «Ora Mai»
- 2° lugar de la Sección Nuove Proposte del Festival de la Canción de San Remo: Maldestro con «Canzone Per Federica»
- 3° lugar de la Sección Nuove Proposte del Festival de la Canción de San Remo: Francesco Guasti con «Universo»
- Premio de la Crítica "Mia Martini": Maldestro con «Canzone Per Federica»
- Premio de la Prensa "Lucio Dalla": Tommaso Pini con «Cose Che Danno Ansia»
- Premio "Lunezia" al mejor valor músico-literario de la canción: Maldestro con «Canzone Per Federica»

## Audiencia
Los resultados de audiencia en cada una de las noches fueron:
| Noche                 | Primera parte         | Primera parte         | Segunda parte         | Segunda parte         | Promedio        | Promedio |
| Noche                 | Telespectadores       | Share                 | Telespectadores       | Share                 | Telespectadores | Share    |
| --------------------- | --------------------- | --------------------- | --------------------- | --------------------- | --------------- | -------- |
| 1.ª (7 de febrero)    | 13 176 000            | 50,1%                 | 6 212 000             | 52,01%                | 11 374 000      | 50,37%   |
| 2.ª (8 de febrero)    | 11 708 000            | 46,04%                | 5 826 000             | 50,61%                | 10 367 000      | 46,6%    |
| 3.ª (9 de febrero)    | 12 751 000            | 49,74%                | 5 418 000             | 49,35%                | 10 420 000      | 49,7%    |
| 4.ª (10 de febrero)   | 11 674 000            | 45,68%                | 6 179 000             | 53,27%                | 9 886 000       | 47,05%   |
| 5.ª (11 de febrero)   | 13 533 000            | 54,3%                 | 9 681 000             | 69,7%                 | 12 022 000      | 58,4%    |
| Promedio de audiencia | Promedio de audiencia | Promedio de audiencia | Promedio de audiencia | Promedio de audiencia | 10 848 239      | 50,7%    |

El minuto de oro del festival ocurrió durante la noche final, a la 1:38 del domingo 12 de febrero, en el momento que el ganador fue anunciado, al alcanzar el 79.53% de porcentaje de audiencia.

## Programas relacionados

### PrimaFestival
Del 29 de enero al 11 de febrero se presentó el programa PrimaFestival 2017, presentado por Federico Russo, Tess Masazza, y Herbert Ballerina un pequeño programa, en el que se desvelaban curiosidades, detalles y noticias acerca del festival.

### DopoFestival
Fue presentado por Nicola Savino, Gialappa's Band y Ubaldo Pantani, inmediatamente después del festival. El show contenía comentarios acerca del programa con la participación de artistas invitados y periodistas.